# Kočevske Poljane

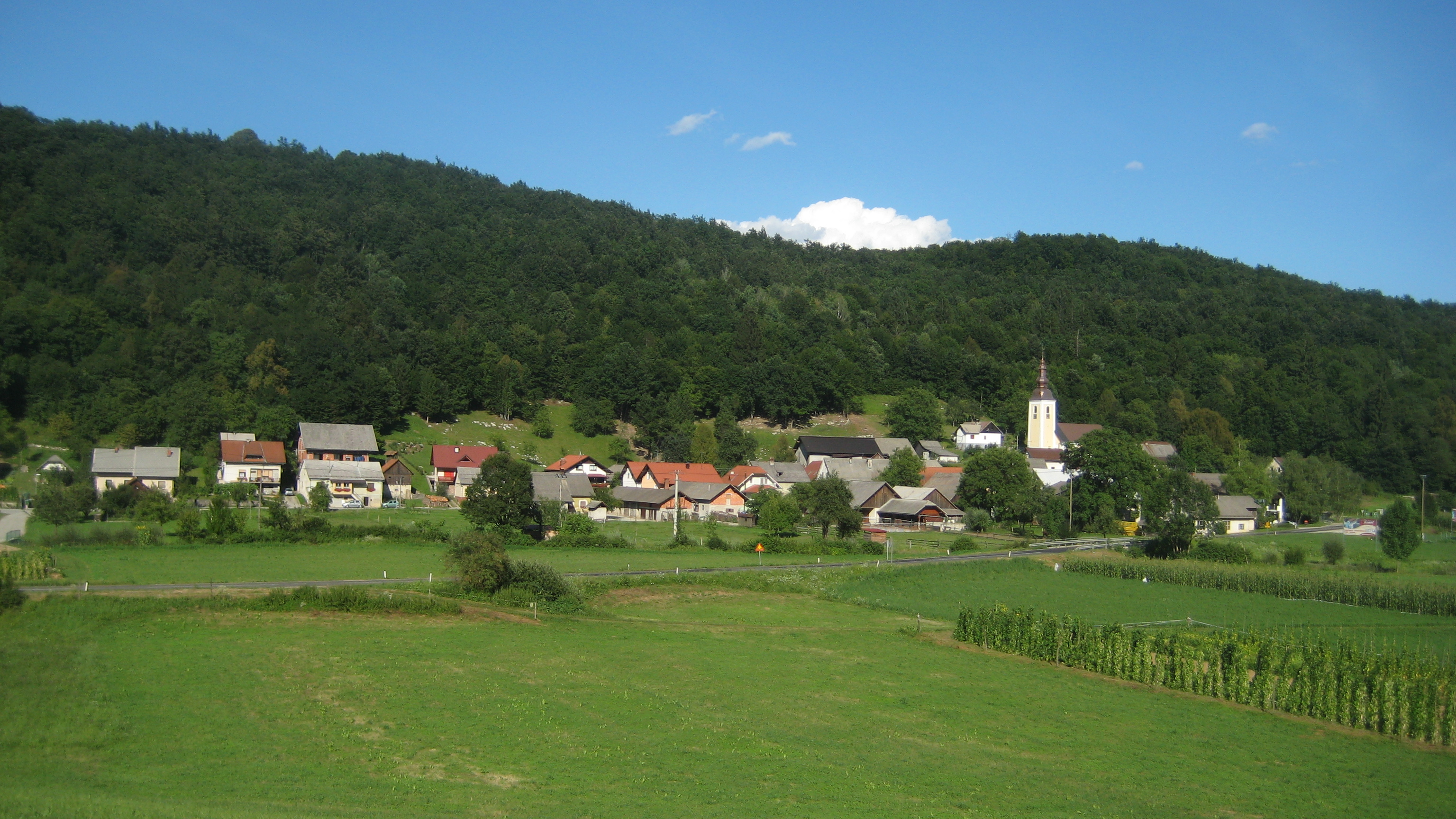

Kočevske Poljane (deutsch Pöllandl) ist eine Siedlung in der slowenischen Gemeinde Dolenjske Toplice im Südosten des Landes.
Der Ort liegt im östlichsten Teil der ehemaligen Sprachinsel des Gottscheer-Landes am Črmošnjica-Bach (dt.: Moschnitze) unter und im Kočevski Rog / Hornwald. Die Gegend ist Teil der historischen Region Unterkrain und gehört heute zur Region Jugovzhodna Slovenija (Südost-Slowenien).
Der Ortsname wurde 1953 von ''Poljane'' in ''Kočevske Poljane'' geändert.

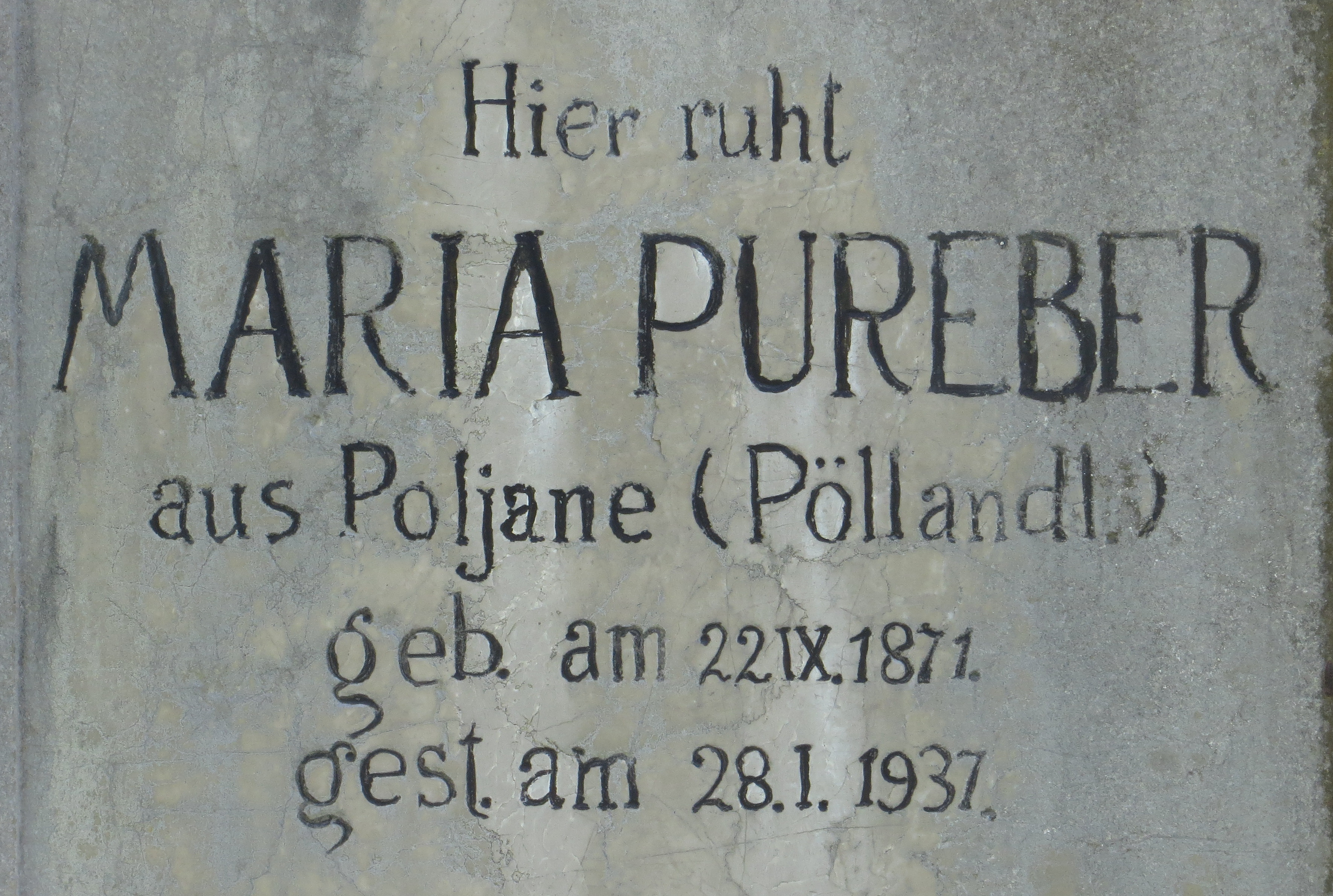
Grabsteinaufschrift mit den alten Ortsbezeichnungen

## Geschichte
Kočevske Poljane gilt als eine der ältesten Siedlungen in der Gemeinde Dolenjske Toplice. Seine Gründung durch Gottscheer-Deutsche geht auf das letzte Viertel des 15. Jahrhunderts zurück.

### Zweiter Weltkrieg

#### Vertreibung der Gottscheer
1941 mussten die deutschsprachigen Einwohner im Rahmen der Zwangsumsiedlung der Gottscheer ihre Heimat verlassen. Einigen Gottscheer Familien gelang es jedoch, Widerstand zu leisten und die Vertreibung zu verhindern, und die meisten von ihnen kollaborierten mit den Partisanen der Slowenischen Befreiungsfront des slowenischen Volkes, die in der Nähe einen Stützpunkt (Baza 20) hatte.

#### Aufgegebene Ortschaften
1890 gehörten die folgenden Ortschaften zur Gemeinde Pöllandl: der namensgebende Ort (Poljane) und die heute noch existierenden Ortsteile Krapflern (Občice), Kleinriegel (Mali Rigelj) sowie Steinwand (Podstenice). Im Zweiten Weltkrieg zerstört wurden die Wohnplätze Zinken (Cink), Laubbüchel (Daleči/Dele Vrh oder Hrb), Pogorelz/Pogrelz (Pogorelec), Dranbank/Drampah (Rampoha).

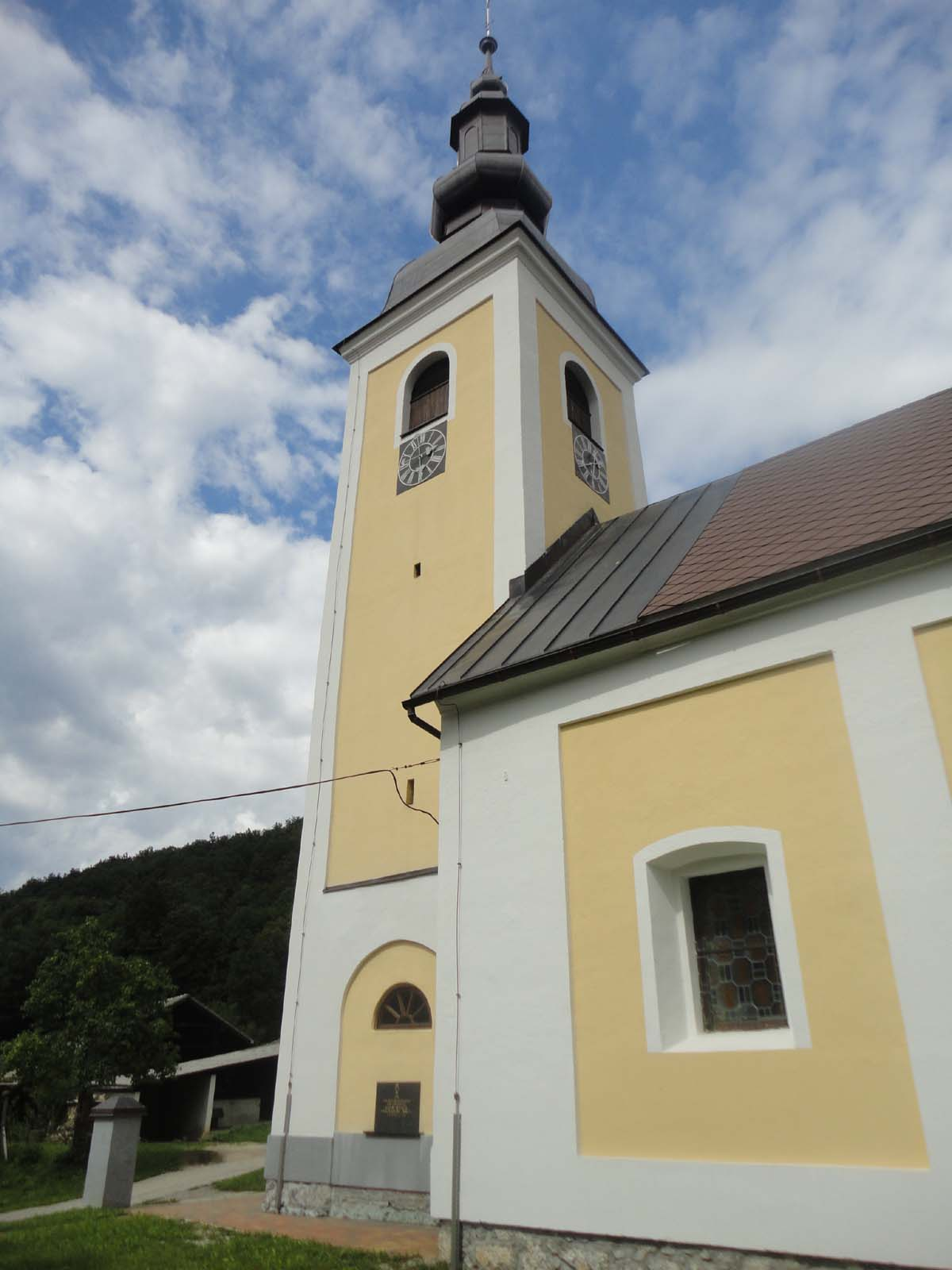
Pfarrkirche St. Andreas

## Sehenswürdigkeiten, Aktivitäten
Kočevske Poljane ist ein denkmalgeschütztes Dorf, vor allem wegen seiner anspruchsvoll gestalteten einstöckigen Gebäude ehemaliger Tavernen und Geschäfte. Das Dorf selbst wird durch einen baulichen Komplex aus Pfarrkirche und Schule dominiert.

### Kirchen
Die Kirche St. Andreas ist die Pfarrkirche der katholischen Gemeinde Poljane-Dolenjske Toplice (Pöllandl-Töplitz) und stammt aus der Zeit um 1625. Sie liegt am südlichen Ende des Dorfs.
Im Norden der Gemeinde, über Straßen zugänglich von Cerovec und Veliki Rigelj, liegt im Weiler Gorica (dtsch. Büchel or Büchel bei Pöllandl) die Wallfahrtskirche Maria-Hilf (Cerkev Marije Pomočnice) in den Weinbergen.

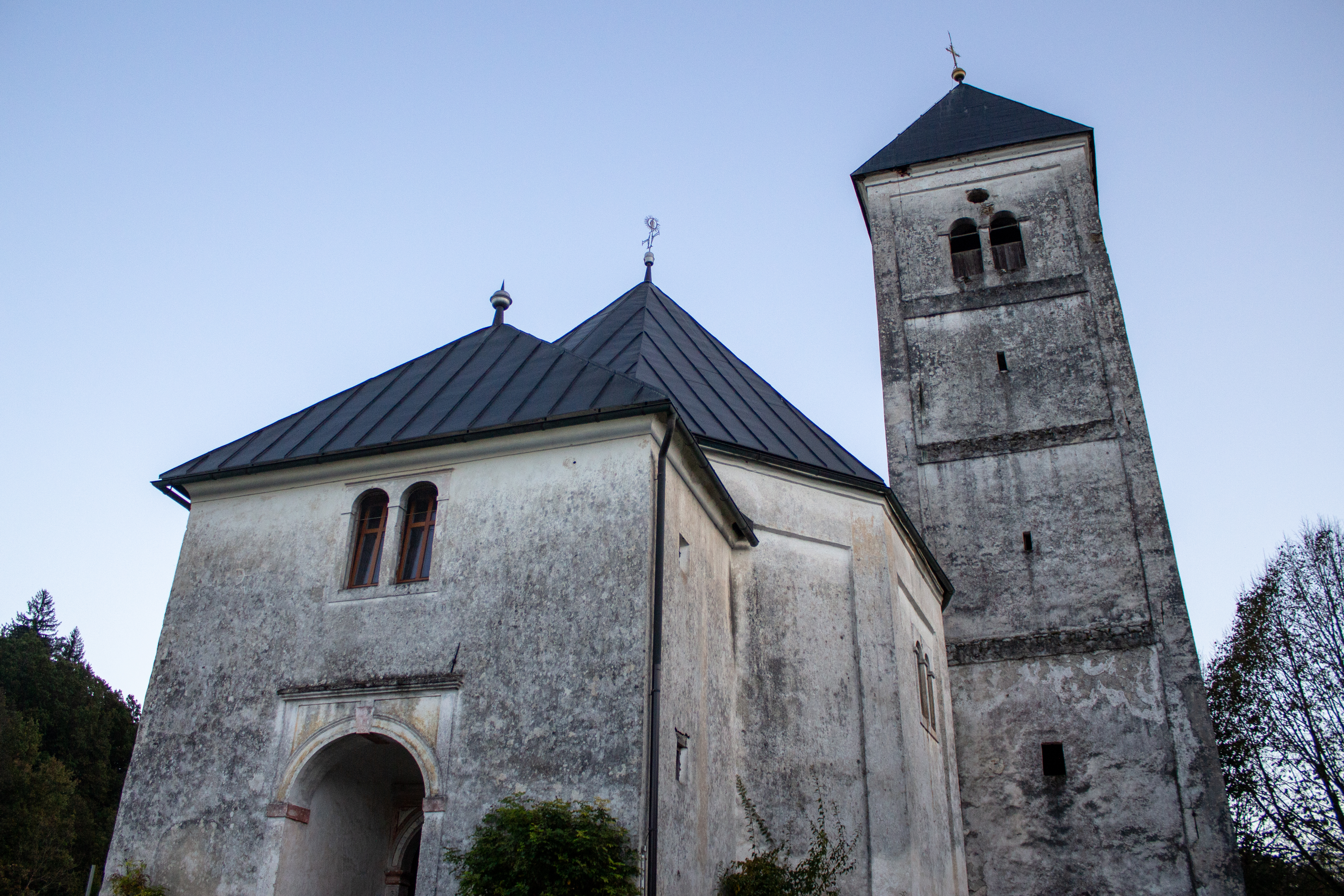
Maria-Hilf-Kirche

### Wanderungen
Die Gegend bietet sich für leichte Wanderungen durch Weinberge und zu den Kirchen an in Gorica und Cerovec an.

## Persönlichkeiten
- August Schauer (1872 bis 1941), katholischer Priester und Publizist